# Icterus abeillei
Icterus abeillei е вид птица от семейство Трупиалови (Icteridae).

## Разпространение
Видът е разпространен в Мексико.